# Euconocephalus rosaceus
Euconocephalus rosaceus är en insektsart som först beskrevs av Walker, F. 1869.  Euconocephalus rosaceus ingår i släktet Euconocephalus och familjen vårtbitare. Inga underarter finns listade i Catalogue of Life.